# Dactylanthias baccheti
Dactylanthias baccheti là một loài cá biển thuộc chi Dactylanthias trong họ Cá mú. Loài này được mô tả lần đầu tiên vào năm 2007. Danh pháp khoa học của loài này, D. baccheti, được đặt theo tên của Philippe Bacchet, người đã cung cấp mẫu vật và chụp được những bức ảnh của nó.

## Phân bố và môi trường sống
D. baccheti có phạm vi phân bố nhỏ hẹp ở vùng biển Nam Thái Bình Dương. Mẫu vật duy nhất của nó chỉ được tìm thấy ở ngoài khơi đảo san hô Takaroa thuộc quần đảo Tuamotu, ở độ sâu khá sâu, khoảng từ 200 đến 250 m.

## Mô tả
Mẫu vật duy nhất dùng để mô tả D. baccheti có kích thước khoảng 20,4 cm. Vây bụng và hai thùy đuôi có các sợi tia vây kéo dài. Mẫu vật khi được bảo quản trong rượu có màu vàng nhạt và không thấy bất kỳ một vệt đốm nào. Khi còn sống, thân sau của nó có sọc đỏ, được viền với màu trắng hồng. Thân trước cho tới sọc này có màu trắng hồng; vảy viền đỏ tạo thành các đường sọc dọc. Phần gai của vây lưng chủ yếu là màu vàng. Loài họ hàng duy nhất trong chi của nó, Dactylanthias aplodactylus chỉ có mặt ở Indonesia.
Số gai ở vây lưng: 10; Số tia vây mềm ở vây lưng: 17; Số gai ở vây hậu môn: 3; Số tia vây mềm ở vây hậu môn: 7; Số tia vây mềm ở vây ngực: 19; Số vảy đường bên: 37; Có 5 hàng vảy trên má.
Thức ăn của D. baccheti có thể là những loài cá nhỏ hơn, và cũng có thể bao gồm các sinh vật phù du, động vật giáp xác và động vật thân mềm.